# Soyopa (kommun)
Soyopa är en kommun i Mexiko.   Den ligger i delstaten Sonora, i den nordvästra delen av landet, 1 500 km nordväst om huvudstaden Mexico City.
Följande samhällen finns i Soyopa:
- San Antonio de la Huerta
- Soyopa